# Episodi de La dottoressa Giò (terza stagione)
La terza stagione della serie televisiva La dottoressa Giò va in onda in Italia dal 13 al 29 gennaio 2019 su Canale 5.
I titoli vengono mostrati solo in diretta su Canale 5, mentre su Mediaset Play gli episodi vengono raggruppati a due a due coi titoli Prima puntata, Seconda Puntata, Terza Puntata, Quarta Puntata.
| nº | Titolo                          | Prima TV        |
| -- | ------------------------------- | --------------- |
| 1  | Il ritorno                      | 13 gennaio 2019 |
| 2  | Un centro necessario            | 13 gennaio 2019 |
| 3  | La giusta occasione             | 20 gennaio 2019 |
| 4  | La verità nascosta              | 20 gennaio 2019 |
| 5  | L'amore che opprime             | 27 gennaio 2019 |
| 6  | Le vie dell'amore sono infinite | 27 gennaio 2019 |
| 7  | Uccidere una donna              | 29 gennaio 2019 |
| 8  | La resa dei conti               | 29 gennaio 2019 |

## Il ritorno
- Diretto da: Antonello Grimaldi
- Scritto da: Cristiana Farina, Roberta Colombo

### Trama
La dottoressa Giò, dopo una pausa forzata per una denuncia, rientra nel suo ospedale a testa alta, affrontando subito il caso di un padre violento che tenta con la forza di vedere il figlio appena nato e di un giro di baby prostitute affette da herpes genitale.
- Ascolti: 3 224 000 telespettatori - share 12,52%[2]

## Un centro necessario
- Diretto da: Antonello Grimaldi
- Scritto da: Cristiana Farina, Eleonora Fiorini, Giorgia Mariani

### Trama
L'articolo sul centro contro la violenza delle donne non viene pubblicato e la dottoressa Gio' e Sandra credono che qualcuno ha interesse a bloccare il progetto.
- Ascolti: 2 912 000 telespettatori - share 12,74%[2]

## La giusta occasione
- Diretto da: Antonello Grimaldi
- Scritto da: Cristiana Farina, Eleonora Fiorini, Giorgia Mariani

### Trama
Obbedendo agli ordini del professor Monti, Anna Torre costringe Francesca ad un'azione che danneggerà in modo grave l'immagine e l'operato di Giò, scambiando le provette durante un delicato intervento.
- Ascolti: 2 663 000 telespettatori - share 10,53%[3]

## La verità nascosta
- Diretto da: Antonello Grimaldi
- Scritto da: Cristiana Farina, Eleonora Fiorini, Giorgia Mariani

### Trama
In ospedale arriva una ragazza molestata dallo zio.
- Ascolti: 2 346 000 telespettatori - share 11,28%[3]

## Tormenti d'amore
- Diretto da: Antonello Grimaldi
- Scritto da: Cristiana Farina, Roberta Colombo

### Trama
Giò, grazie a una vecchia paziente, si avvicina alla verità riguardo alla strana morte di Michela Monti. Ma le nuove e incredibili scoperte potrebbero mettere a repentaglio la sua vita. Contemporaneamente si occupa insieme a Francesca di una donna affetta da endometriosi e ingiustamente licenziata. Roberta segue invece il caso di una partoriente oppressa dalla suocera, che la farà cadere in depressione.
- Ascolti: 2 639 000 telespettatori - share 9,95%[4]

## Le vie dell'amore sono infinite
- Diretto da: Antonello Grimaldi
- Scritto da: Cristiana Farina, Eleonora Fiorini, Giorgia Mariani

Giò soccorre una donna incinta di due gemelle aggredita in strada poiché omosessuale. In ospedale arriva la cognata di Roberta, che partorisce un bambino di colore frutto di una relazione clandestina con un bracciante. La specializzanda la aiuterà nell'arduo compito di spiegare il fatto al marito.
Francesca e Giacomo indagano invece sui probabili genitori adottivi di Nino.
Sandra riuscirà ad avere i documenti della morte di Michela Monti, grazie all'aiuto del poliziotto Fabio. Alla fine della puntata però la dottoressa Basile verrà investita.
- Ascolti: 2 297 000 telespettatori - share 10,53%[4]

## Uccidere una donna
- Diretto da:
- Scritto da:

### Trama
La dottoressa Giò dopo l'incidente è in stato di coma ma quando si risveglia si accorge che non ha la sensibilità al braccio sinistro solo grazie al dottor Zampelli e alle sue innovazioni nella robotica si riuscirà a risolvere il problema.
- Ascolti: 2 998 000 telespettatori - share 11,28%[5]

## La resa dei conti
- Diretto da:
- Scritto da:

### Trama
- Ascolti: 2 785 000 telespettatori - share 12,78%[5]